# 胡展豪
胡展豪（1964年—），中華民國海軍中將，曾任(海軍）副參謀總長（113/1/1）退役，海軍副司令，
海軍教準部指揮官、參謀本部後勤參謀次長、海軍司令部少將副參謀長、海軍官校少將校長、海軍146艦隊少將艦隊長、通信電子資訊參謀次長室少將助理次長、海軍146艦隊少將副艦隊長、海軍2012年（民國101年）敦睦支隊少將敦睦支隊長、海軍242戰隊上校戰隊長、康定艦上校艦長，畢業於海軍官校75年班。
胡展豪於2024年1月1日，自副參謀總長退伍。

## 荣誉

### 中华民国勋章奖章
- 四等云麾勋章（2019年6月4日于台北博爱营区颁授[5]）
- 陆海空军甲种二等奖章（2021年4月于高雄镇海营区颁授[6]）